# Буковаць Пер'ясицький
45°14′ пн. ш. 15°32′ сх. д. / 45.24° пн. ш. 15.53° сх. д.
Буковаць Пер'ясицький (хорв. Bukovac Perjasički) — населений пункт у Хорватії, у Карловацькій жупанії у складі міста Слунь.

## Населення
Населення за даними перепису 2011 року становило 3 осіб.
Динаміка чисельності населення поселення: